# Eritroplasia
Eritroplasia é uma placa de coloração avermelhada em que não é possível diagnosticar clínica ou patologicamente como qualquer outra condição.

## Aspectos clínicos
Apresenta-se como uma placa eritematosa bem delimitada, lisa, brilhante e normalmente assintomática.

## Tratamento
- Remoção dos fatores etiológicos
- Proservação